# Wijnkopersgildehuis

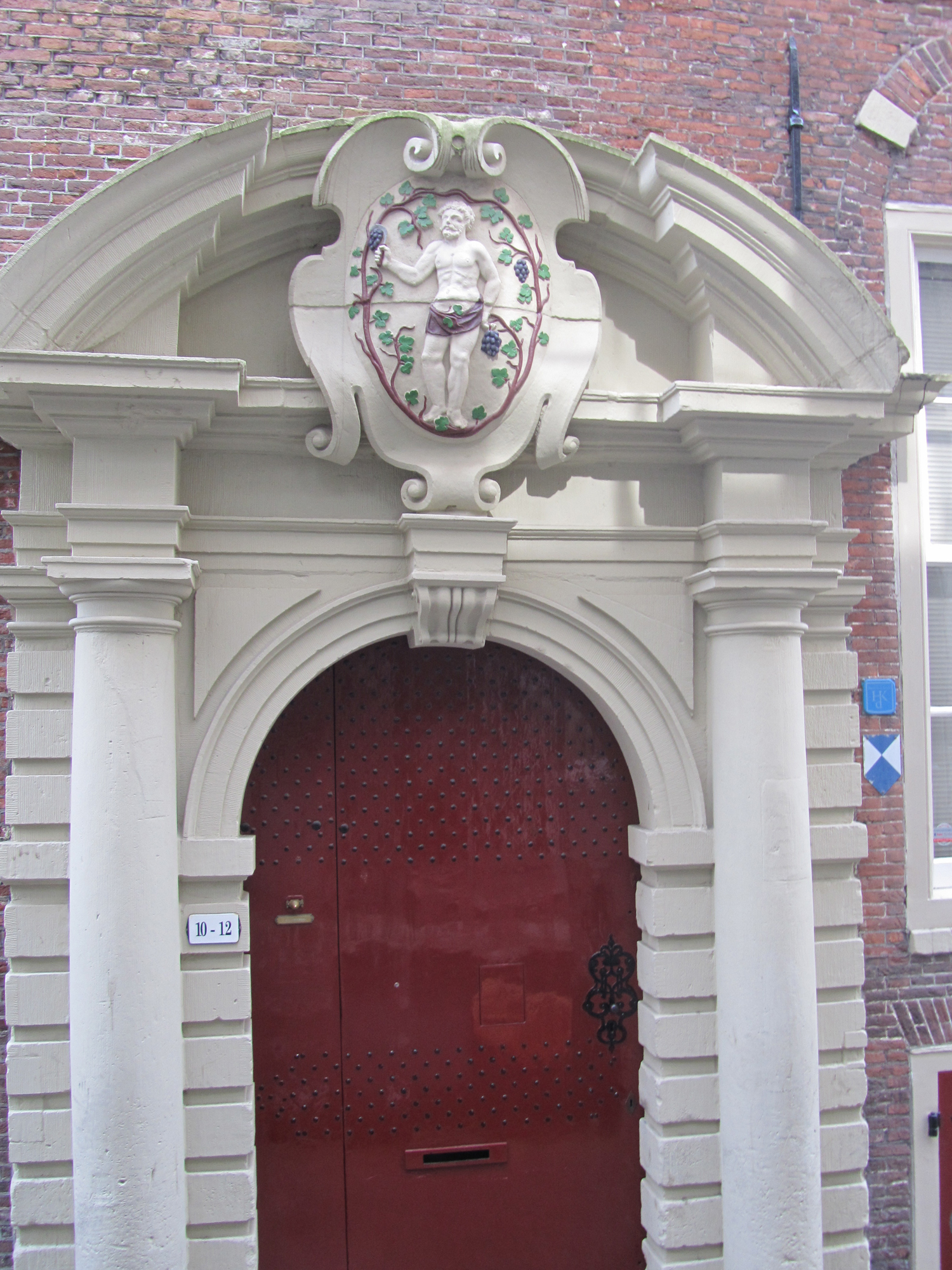
Toegangspoort ontworpen door Pieter de Keyser

Het Wijnkopersgildehuis is een voormalig gildehuis in Amsterdam. Het 17e-eeuwse dubbelpand bevindt zich aan Koestraat 10-12, nabij de Nieuwmarkt. Het is een van de weinige overgebleven gildehuizen van de stad en heeft de oudst bekende halsgevels. Het is aangewezen als rijksmonument.
Het gebouw is eigendom van Vereniging Hendrick de Keyser. Het diende in de tweede helft van de 20e eeuw een aantal jaar als museum en wordt anno 2012 verhuurd als woonhuis met atelier.

## Beschrijving
Het Wijnkopersgildehuis heeft een gevel versierd met ontlastingsbogen met zandstenen blokjes, en drie halsgevels met klauwstukken. De natuurstenen toegangspoort uit 1633 werd ontworpen door Pieter de Keyser. Op het fronton van de poort is Paus Urbanus I afgebeeld, beschermheilige van de wijnteelt. Binnen is het huis ingedeeld in een voorhuis met zijkamers. In de gang zijn nog de oorspronkelijke moer- en kinderbalken aanwezig, die mogelijk uit de 16e eeuw dateren. Ook de gildezaal in het achterhuis, van 6 bij 9 meter, heeft nog de oorspronkelijke moer- en kinderbalken. Tussen de gang en de gildezaal bevindt zich een stenen trapje van vier treden.
In de hal zijn twee gevelstenen ingemetseld. Een van deze, uit 1701, is afkomstig uit Spuistraat 77 en toont een kuiper. De tweede, afkomstig uit Vijzelstraat 39, toont een wijnhandelaar en klant in een bottelarij, en heeft het onderschrift De Wyn De Mackt Fracht Dat / Menych Hart Voerhuecht. In de achtergevel aan de binnenplaats is een 18e-eeuwse gevelsteen aangebracht met een salamander omgeven door vlammen, een symbool van apothekers.

## Geschiedenis
De Koestraat, waar het Wijnkopersgildehuis staat, was oorspronkelijk deel van het terrein van het Bethaniënklooster, waar runderen werden gemest voor de schuttersmaaltijden. Langs de koestal liep een pad, dat later de Koestraat werd. Op de locatie van het Wijnkopersgildehuis werden rond 1551 drie woonhuizen gebouwd. Het huidige pand ontstond toen de speculant Claes Jansz Geus in 1611 deze drie huizen samentrok achter een nieuwe voorgevel met drie halsgevels. Het werk werd uitgevoerd door onder anderen metselaar Hendrick Gerritsz. Het nieuwe pand kreeg de naam Het Vergulde Leeuwshooft. De oudste delen van de oorspronkelijke huizen verdwenen bij verbouwingen in 1633 en 1655.
Het pand werd in 1613 in gebruik genomen als herberg, De Toelast geheten. In 1630 werd het pand opgekocht door het wijnkopersgilde, dat het huis grondig liet verbouwen door stadsbouwmeester Pieter de Keyser. In 1633 werd het rechterdeel van het gebouw (Koestraat 10) in gebruik genomen als gildehuis, met een vergaderruimte aan voorzijde voor de overlieden van het gilde, een nieuwe achtervleugel met een gildezaal, grote kelders voor opslag en een door Pieter de Keyser ontworpen toegangspoort. Deze toonde oorspronkelijk Bacchus, zittend op een ton, maar dit werd later vervangen door een afbeelding van de heilige Urbanus. Het linkerdeel van het pand (Koestraat 12) werd een woonhuis.
De gildezaal werd rond 1757 gemoderniseerd, met onder andere een nieuwe houten toegangsdeur in Lodewijk XV-stijl waarbij wijnranken in het snijwerk waren verwerkt. Ook werden rond die tijd de kruiskozijnen vervangen door schuiframen.
Na de opheffing van de gilden in 1798 werden de twee delen van het pand in 1818 en 1821 verkocht en daarna gebruikt als onder andere toneelzaal, bedrijfsruimte en goedkope woonruimte. In 1917 werd Koestraat 10 gekocht door de wijnkoper Jacobus Th. Boelen. Op dat moment woonden in het pand 13 gezinnen. Een jaar later kocht hij ook Koestraat 12. Na restauratie werden beide panden verhuurd. De koop en restauratie van het dubbelpand was aanleiding tot de oprichting in 1918 van Vereniging Hendrick de Keyser, waarvan Boelen als eerste voorzitter diende. Het pand werd in 1947 gekocht door de vereniging. Het werd in 1921, 1950-1953 en 1956-1957 gerestaureerd. Tijdens de laatste verbouwing werd een 18e-eeuwse schouw geplaatst die afkomstig was uit een ander pand.
In 1950 werd het woonhuisgedeelte van het pand geschikt gemaakt als tentoonstellingsruimte. In 1952 werd het Geschiedkundig Medisch-Pharmaceutisch Museum in het pand gevestigd, gevolgd door een wijnmuseum in 1961. Het pand is inmiddels niet meer in gebruik als museum.
Het Wijnkopersgildehuis werd in 1970 aangewezen als rijksmonument.